# VRChat
VRChat — бесплатная многопользовательская компьютерная игра в жанре массовой многопользовательской онлайн-игры для устройств виртуальной реальности, разработанная и изданная американскими разработчиками Грэмом Гейлором и Джесси Джоудри. Игра позволяет игрокам взаимодействовать с различными персонажами в виде 3D-моделей. Была выпущена 16 января 2014 года для платформы Windows в качестве автономного приложения, совместимого с комплектом разработки Oculus DK1, а также 1 февраля 2017 года через программу раннего доступа в Steam. Игра имеет совместимость с такими платформами, как Oculus Rift, Oculus Rift S, Oculus Quest, Oculus Quest 2, HTC Vive, Windows Mixed Reality и Valve Index через программу SteamVR. Примечательно то, что VRChat поддерживает отслеживание всего тела гуманоидного аватара с помощью Vive Trackers, хотя эти аксессуары не являются обязательными для игры.

## Игровой процесс
Игровой процесс VRChat похож на Second Life и Habbo Hotel. Игроки создают свои собственные миры, в которых могут взаимодействовать друг с другом, используя виртуальные аватары. Набор для разработки программного обеспечения, выпущенный вместе с игрой, даёт возможность игрокам создавать или импортировать модели персонажей из различных франшиз и использовать их в качестве своих персонажей.
Модели игроков способны поддерживать отслеживание движений губ во время речи, отслеживание моргания глаз, а также полный диапазон движений[каких?]. Игра включает в себя несколько мини-игр, в которых игроки могут захватывать флаги, совершать ограбления банков в режиме Steel 'n' Gold и бросать цифровые диски друг в друга в матче «Боевых Дисков».
VRChat может работать в настольном режиме без VR-гарнитуры, и управляться либо с помощью мыши и клавиатуры, либо с помощью геймпада. Некоторые материалы имеют ограничения в режиме рабочего стола, такие как — невозможность свободно перемещать конечности аватара или выполнять взаимодействия требующие более одной руки.

### Уровни доверия
Игроки в VRChat классифицируются на различные «уровни доверия», основанные на таких факторах, как использование платформы. Все пользователи изначально имеют ранг «Посетитель». При повышении ранга — «Новый пользователь», им предоставляется возможность загружать свой собственный контент с помощью VRChat SDK. Далее следуют ранги «Пользователь», «Известный пользователь», «Доверенный пользователь» и «Друг». Пользователи могут переключать коммуникации, аватары и функции аватара в зависимости от уровня доверия.

### VRChat Plus
В ноябре 2020 года сервис анонсировал уровень подписки, известный как VRChat Plus. При запуске он позволяет игрокам отображать свои пользовательские изображения в виртуальных облачках над головами персонажей, увеличивает количество аватаров, которые они могут сохранить в «избранные», с 25 до 100, и предоставляет им «повышенный рейтинг доверия». Другие эксклюзивные функции для пользователей VRChat находятся в разработке.

## Поддержка VR-оборудования
Игра имеет обширную поддержку большого количества VR-гарнитур и аксессуаров, включая Oculus и SteamVR-совместимые гарнитуры, такие как HTC Vive и Valve Index. Порт VRChat также доступен для платформы Oculus Quest на базе Android. Из-за аппаратных ограничений, в версии для Oculus Quest доступны только карты и аватары, оптимизированные в рамках определённых ограничений. Также поддерживается кросс-игра между Quest и Windows.
Отслеживание движения пальцев и распознавание жестов поддерживается на таких контроллерах, как Index Controller и Oculus Touch, позволяя игрокам отражать движения пальцев своим персонажем, а также запускать связанные анимации (например, соответствующее выражение лица). VRChat также поддерживает отслеживание всего тела для захвата движений талии и ног, как правило, с помощью периферийных устройств HTC Vive Tracker.

## Популярность
Популярность была приписана игре после того, как в неё поиграли известные ютуберы и стримеры на платформе Twitch. Проект VRChat породил такие средства массовой информации, как еженедельная газета на своих форумах, а также ток-шоу и подкасты, посвящённые обсуждению игры.
После первой волны популярности, пандемия COVID-19 стимулировала неуклонный рост числа одновременных пользователей VRChat в течение всего 2020 года. В середине и сентябре были зафиксированы всплески аудитории, связанных с игрой VRChat потоком Twitch, в то время, как сервис сообщил о рекордном количестве: более чем 24 000 пользователей одновременно, в выходные дни на Хэллоуин (причём, более половины использовали его на платформе VR), вызванные праздничными событиями и недавним выпуском платформы Oculus Quest 2.
31 декабря 2020 года, в канун Нового года сервис VRChat Inc. зафиксировал новый рекорд: более 40 000 пользователей одновременно, до такой степени, что сервису пришлось перенести внезапное отключение, около полуночи в Восточном часовом поясе, из-за того, что поставщик безопасности ошибочно принял этот всплеск за DoS-атаку. В то же время, Жан-Мишель Жарр организовал концерт под названием «Добро пожаловать на другую сторону» в виртуальном зале Нотр-Дам в канун Нового года (по парижскому времени) в VRChat, транслируемом в прямом эфире для нескольких платформ, включая социальные сети, а также французское и международное телевидение. В шоу были представлены песни из его альбома «Electronica 1: The Time Machine» и переработанные версии альбомов «Oxygène» и «Équinoxe».

## В массовой культуре
Игра VRChat популяризировала мем, известный как «Ugandan Knuckles» (с англ. — «Уганда Наклз»), в котором игроки используют грубые внутриигровые модели персонажа Ехидна Наклз из серии игр Sonic the Hedgehog, повторяя при этом коронную фразу «Do you know the way?» (с англ. — «Вы знаете путь?») с насмешливым африканским акцентом. Модель и манеры игроков возникли в обзоре ютуберов Gregzilla и Forsen на Twitch, в дополнение к строкам из угандийского фильма «Кто убил капитана Алекса?». Это вызвало споры во многих источниках. Например, Джулия Александер на американском веб-сайте Polygon назвала данную ситуацию, как «вопиющий расизм» и «проблемный мем», сравнив с рейдами в отелях Habbo. Джей Хэтэуэй на сайте The Daily Dot назвал эту ситуацию «расистской карикатурой». Создатель 3D-модели, использованной в меме, выразил сожаление по поводу того, что сделал это, и призвал игроков «не использовать это из-за бага в VRChat». В ответ разработчики игры опубликовали открытое письмо на платформе Medium, в котором заявили, что разрабатывают «новую систему, позволяющую сообществу лучше себя модерировать», и попросили игроков использовать встроенную функцию «приглушения звука».
В 2022 году вышел первый полнометражный документальный фильм, полностью снятый в VRChat, — «Мы встретились в виртуальной реальности»; режиссёром выступил Джо Хантинг. Для съёмок в игре использовались встроенная внутриигровая камера и специальное расширение — VRCLens. Премьера состоялась 21 января 2022 года на 38-м кинофестивале «Сандэнс». Сюжет фильма состоит из нескольких связанных между собой киноновелл, повествующих о жизни людей, проводивших большую часть своего времени в игре в период самоизоляции на фоне пандемии COVID-19.